# The Pleasure Principle
„The Pleasure Principle” este un cântec al interpretei americane Janet Jackson. Piesa a fost compusă de Jimmy Jam și Terry Lewis și Jackson, fiind inclusă pe cel de-al treilea material discografic de studio al artistei, Control. „The Pleasure Principle” a ocupat locul 14 în S.U.A. și locul 37 în Noua Zeelandă, obținând clasări moderate la nivel mondial.

## Clasamente
| Clasament                            | Poziția maximă | Referință |
| ------------------------------------ | -------------- | --------- |
| Australian Singles Chart             | 50             | [ 4 ]     |
| Belgian Singles Chart (Flandra)      | 17             | [ 5 ]     |
| Dutch Singles Chart                  | 15             | [ 2 ]     |
| Irish Singles Chart                  | 23             | [ 6 ]     |
| New Zealand Singles Chart            | 37             | [ 2 ]     |
| UK Singles Chart                     | 24             | [ 7 ]     |
| U.S. Billboard Hot 100               | 14             | [ 3 ]     |
| U.S. Billboard Hot R&B/Hip-Hop Songs | 1              | [ 3 ]     |
| U.S. Billboard Hot Dance Club Play   | 1              | [ 3 ]     |